# Roslin
Roslin (tudi Rosslyn oziroma Roslyn) je vas v škotskem Midlothian. Leži južno od škotskega glavnega mesta Edinburgh in je okrog 20 km oddaljeno od Letališča Edinburgh.
Ime Roslin izhaja iz keltskih besed »ross« (skalni rtič) in »lynn« (slap). Po legendi naj bi vas leta 203 ustanovil Pikt Asterius. Roslin je postal pomemben kot sedež plemiške rodbine St. Clair. Leta 1456 mu je kralj James II dodelil status trga. 24. februarja 1303 se je v kraju bila ena izmed bitk Prve vojne za neodvisnost Škotske. Med 12. in 20. stoletjem je bila poglavitna gospodarska panoga Roslina premogovništvo. Kapela v Roslinu je glavno prizorišče zadnjega dela Brownovega romana Da Vincijeva šifra.
V bližini naselja se nahaja Inštitut Roslin, kjer je bila leta 1996 klonirana ovca Dolly. 